# Formicola
Formicola község (comune) Olaszország Campania régiójában, Caserta megyében.

## Fekvése
A megye központi részén fekszik, Nápolytól 45 km-re északra valamint Caserta városától 20 km-re északnyugati irányban. Határai:  Camigliano, Giano Vetusto, Pietramelara, Pontelatone, Roccaromana és Rocchetta e Croce.

## Története
Első írásos említése a 12. századból származik. A következő századokban nemesi birtok volt. A 19. században nyerte el önállóságát, amikor a Nápolyi Királyságban felszámolták a feudalizmust.

## Népessége
A népesség számának alakulása:

## Főbb látnivalói
- Palazzo Carafa
- Santa Maria della Pietà-templom
- Santa Cristina-templom
- San Prisco-templom
- Spirito Santo-templom